# Forreria belcheri
Forreria belcheri är en snäckart som först beskrevs av Hinds 1843.  Forreria belcheri ingår i släktet Forreria och familjen purpursnäckor. Inga underarter finns listade i Catalogue of Life.